# Robam Propehni
Robam Propehni,  narodni kmerski folklorni plesovi isključivo seoskog porijekla. U ruralnoj Kambodži ovi plesovi imaju duboke korijene i čine važan dio seoskog života stanovnika, kako djece, tako i odraslih. 
Među najpoznatijim plesovima su Robam Nesat je ribarev ples ili ribarski ples s tradicionalnim ribarskim priborom od bambusa kao što su pleteni ang rut, oblika zvona, lop, pletene bambusove košare, chneang i trou; Robam Angre ili Robam Koah-Ang-Re, je ples porijeklom od naroda Kuy. Khmeri ga izvode za svoju Novu godinu (dolazi sredinom travnja) u vrijeme punog mjeseca nakon žetve riže. Glavno oruđe su im duga mlatila za rižu; Robam Tbal Kdoeurng je ples porijeklom iz provincije Kompong Thorn a izvodi se s avanom tbal kdoeung (Kdoeurng) u kojem se ljušti riža ili se mrvi u brašno;  Ples čarobne maramice (Robam Kanseng Snaè) pokazuje utjecaje islama, točnije muslimanskih Čama čije je kraljevstvo bilo poznato kao Champa. Plesači prikazuju kako žene Čama kada izlaze prekrivaju maramama lica. Izvodi se s bubnjem yike; Robam Kngork Pailin ili ples pailinskog pauna, je ples naroda Kola u regiji Pailin (provincija Battambang);  Ples kokosove ljuske (Robam Kous Trolaok), etc.

## Vanjske poveznice
- Classic Dance - Robam Borane  Arhivirana inačica izvorne stranice od 6. rujna 2008. (Wayback Machine)